# Sainte-Colombe-sur-Loing
Sainte-Colombe-sur-Loing foi uma comuna francesa na região administrativa de Borgonha-Franco-Condado, no departamento de Yonne. Estendia-se por uma área de 14,6 km². Em 2010 a comuna tinha 179 habitantes (densidade: 12,3 hab./km²).
Em 1 de janeiro de 2019, passou a formar parte da nova comuna de Treigny-Perreuse-Sainte-Colombe.